# Cueta beieri
Cueta beieri is een insect uit de familie van de mierenleeuwen (Myrmeleontidae), die tot de orde netvleugeligen (Neuroptera) behoort. 
Cueta beieri is voor het eerst wetenschappelijk beschreven door Hölzel in 1969.